# Ruptura prematura de membranes
La ruptura prematura de membranes (RPM) és la ruptura del sac amniòtic abans de l'aparició del part. Les dones solen experimentar un una fuita indolora i constant de líquid per la vagina. Les complicacions en el nadó poden incloure el naixement prematur, la compressió del cordó i la infecció. Les complicacions de la mare poden incloure despreniment prematur de placenta i endometritis postpart.
Els factors de risc inclouen la infecció del líquid amniòtic, la RPM prèvia, l'hemorràgia en al final de l'embaràs, el tabaquisme i una mare amb pes baix. Se sospita que el diagnòstic es basa en l'examen amb l'espècul i es pot completar provant la presència de líquid a la vagina o mitjançant una ecografia. Si es produeix abans de les 37 setmanes, es coneix com a RPMP (ruptura prematura de membranes "prematura"), en cas contrari es coneix com a RPM a terme.
El tractament depèn de l'edat gestacional (de quan falta per les 40 setmanes teòriques que indicaria el part) i si hi ha complicacions. Quan faltaria poc pel part i no hi ha complicacions, generalment es recomana la inducció del part. També es pot esperar que el part comenci espontàniament. En les 24 a 34 setmanes de gestació sense complicacions es recomana la utilització de corticoides i una observació acurada. Una revisió de Cochrane del 2017 va trobar que esperar generalment donava millors resultats en gestacions anteriors a les 37 setmanes. Es poden administrar antibiòtics per a aquelles gestacions amb risc d'infecció per l'estreptococ del grup B. El part generalment s'indica quan hi hagi complicacions, independentment del que falti per les 40 setmanes de la fi teòrica de l'embaràs.
La RPM complica aproximadament el 8% dels embarassos a terme, mentre que la RPM complica aproximadament el 30% dels naixements prematurs. Abans de les 24 setmanes la RPM es produeix en menys de l'1% dels embarassos. El pronòstic es determina principalment per les complicacions relacionades amb la prematuritat, com ara enterocolitis necrosant, hemorràgia intraventricular i paràlisi cerebral.